# Ambleo
Se llama ambleo a un hacha de cera de un pábilo de gran tamaño que se coloca sobre un candelero o blandón. 
Los ambleos se usan en los palacios y los templos, particularmente en las noches para prevenir incendios colocándolos en el centro de la sala o iglesia. En estas últimas, se llaman también ambleos a los cuatro que se colocan en las gradas del altar mayor como se hace en el Convento de las Descalzas Reales de Madrid. 
Se llama también ambleo al candelero sobre el que se coloca. 